# Arnoul d'Audrehem
Arnoul, senhorio d’Audrehem, também Arnould d'Audeneham, Arnoul d'Oudeneham (Pas-de-Calais, c. 1305 – Saumur, dezembro de 1370) foi um militar francês, marechal de França de 1351 a 1368 e porta-auriflama da França, de 1368 a 1370.

## Biografia
Ele nasceu em Pas-de-Calais, na atual região administrativa de Norte-Passo de Calais, no departamento de Pas-de-Calais. Nada se sabe de sua carreira militar antes de 1332, quando se ouviu falar dele na corte de Filipe VI da França.
Entre 1332 e 1342 d'Audrehem esteve por três vezes na Escócia a fim de auxiliar o rei Davi Bruce em suas guerras. Em 1342 se tornou capitão para o rei da França na Bretanha; em seguida, parece ter servido na casa do duque da Normandia, e em 1346, como um dos defensores de Calais, foi levado prisioneiro para a Inglaterra por Eduardo III.
A partir de 1349 d'Audrehem ocupou um importante lugar na história militar da França, primeiro como capitão em Angoulême, e em junho de 1351, na sucessão de Édouard I de Beaujeu, como marechal de França. Em março de 1352 foi nomeado tenente para o rei no território entre o rio Loire e a Dordonha, em 1353 na Normandia, e em 1355 em Artois, Picardia e Boulonnais.
Foi d'Audrehem que prendeu Carlos II de Navarra e seus partidários, no banquete oferecido pelo delfim (mais tarde Carlos V da França) em Ruão em 1356. Na Batalha de Poitiers ele foi um daqueles que aconselhou João II da França a atacar os ingleses, e combatendo na linha de frente do exército francês, foi levemente ferido e feito prisioneiro.
Foi lhe dado várias vezes salvo-conduto da Inglaterra para a França, e tomou parte ativa nas negociações para o Tratado de Brétigny, recuperando a sua liberdade juntamente com a do rei João. Em 1361, como tenente do rei em Languedoc, d'Audrehem impediu que as companhias livres atacassem os castelos, e negociou um acordo com seus líderes no qual acompanhariam Henrique, conde de Trastâmara (mais tarde Henrique II de Castela), até a Espanha.
Em 1365 d'Audrehem se juntou a Bertrand du Guesclin na expedição a Espanha, e foi preso com ele por Eduardo, o Príncipe Negro na Batalha de Nájera em 1367. Ele ainda devia aos ingleses o dinheiro do resgate de sua captura anterior em Poitiers, mas foi libertado em 1368.
Por conta de sua idade, foi dispensado do posto de marechal, sendo nomeado portador da auriflama, com uma pensão de 2000 livres.
Foi enviado para a Espanha em 1370 por Carlos V da França para convencer seu amigo du Guesclin a voltar para a França, e, apesar de sua idade, participou da Batalha de Pontvallain (dezembro de 1370), mas adoeceu e morreu, provavelmente em Saumur, no final de dezembro de 1370.